# Болеро (Равель)
«Болеро» (фр. Boléro) Мориса Равеля — произведение для оркестра, которое было первоначально задумано как музыка для балетной постановки, вдохновлённой испанским танцем болеро. Второе оркестровое сочинения автора на испанскую тему. Написано в 1928 году и впервые исполнено 22 ноября 1928 года в парижской «Гранд-Опера», в ходе вечера антрепризы Иды Рубинштейн; оркестром дирижировал Вальтер Страрам. Как отмечает Александр Майкапар, «Болеро» приобрело особую популярность благодаря «гипнотическому воздействию неизменной, множество раз повторяющейся ритмической фигуры, на фоне которой две темы также проводятся много раз, демонстрируя необычайный рост эмоционального напряжения и вводя в звучание всё новые и новые инструменты».
Длительность звучания «Болеро» составляет около 15—16 минут, хотя при исполнении в постоянном темпе, без ускорения (как и требовал композитор), может достигать и 18 минут.
Созданию «Болеро» посвящён биографический фильм о Морисе Равеле «Болеро. Душа Парижа» Анн Фонтен 2024 года.

## История создания
Равель написал «Болеро» после возвращения из турне по Северной Америке. Партитура «Болеро» была создана композитором в 1928 году по заказу танцовщицы и меценатки Иды Рубинштейн и предназначалась для хореографического воплощения. Друживший с Равелем кубинский композитор Xоакин Нин писал, что тот рассказал ему о предложении И. Рубинштейн инструментовать для неё несколько пьес испанского композитора Исаака Альбениса. В ответ Нин проинформировал его, что к этой работе уже приступил дирижёр Энрике Фернандес Арбос, получив разрешение издателей. Тогда Равель спешно поехал в Париж, и там при обсуждении сложившейся ситуации с Идой Рубинштейн у них возникла идея нового произведения. Спустя несколько дней Равель сообщил Нину, что уже работает над партитурой, в которой «нет формы в собственном смысле слова, нет развития, нет или почти нет модуляций; тема в духе Хосе Падильи (очень вульгарный автор пасодобля «Валенсия». — Прим. пер.), ритм и оркестр». Музыка Равеля имеет мало общего с произведениями Падильи (1889—1960) — испанского композитора и пианиста, который писал в жанре «лёгкой» музыки. Балет озаглавлен по названию популярного испанского танца в умеренно быстром темпе и трёхдольном размере, исполняемого обычно под аккомпанемент кастаньет. Сам композитор писал: «В 1928 году, по просьбе госпожи Рубинштейн, я сочинил „Болеро“ для оркестра. Это танец в очень умеренном темпе, совершенно неизменный как мелодически, так гармонически и ритмически, причём ритм непрерывно отбивается барабаном. Единственный элемент разнообразия вносится оркестровым крещендо». 
Автор неоднократно неоднозначно высказывался о своём сочинении. Когда после одного концерта, в котором исполнялось «Болеро», ранее неизвестная ему старая дама в сердцах сказала ему — «Сумасшедший!», то он, улыбнувшись, промолвил: «Эта... она поняла!». Композитору Джорджу Гершвину, который брал уроки у Равеля, он сказал: «Будьте осторожны, вы кончите тем, что напишете „Болеро“!»

## Оркестр

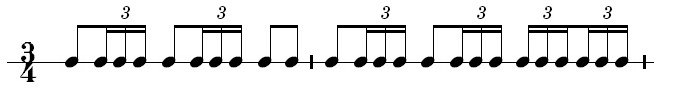
Ритм: малый барабан повторяет 169 раз (_4056 ударов), эти два размера d’ostinato дают Boléro Равеля равномерный и неизменный ритм

Bolero — произведение, написанное Равелем для большого оркестра:
- Деревянные: две флейты, флейта-пикколо, два гобоя, гобой д’амур, английский рожок, кларнет-пикколо (in Es), два кларнета (in B), бас-кларнет, два фагота, контрафагот, три саксофона (сопранино (in F), сопрано (in B) и тенор (in B));
- Медные: четыре валторны (in F), труба-пикколо (in D), три трубы (in C), три тромбона, туба;
- Ударные: литавры, два малых барабана, турецкий барабан, тарелки, гонг, челеста;
- Струнные: скрипки, альты, виолончели, контрабасы, арфа.

## В театре

### Балет Иды Рубинштейн
Премьера балета в исполнении труппы И. Рубинштейн и в хореографии Брониславы Нижинской состоялась 22 ноября 1928 года на сцене парижской Гранд-Опера, дирижировал Вальтер Страрам. Главную партию исполнила сама Ида Рубинштейн, её партнёром был Анатолий Вильтзак. Солистка танцевала в туфлях на каблуках. Гордая, самоуверенная и неутомимая, танцовщица напоминала «зверя в клетке». Характерные движения имели испанский колорит, имитируя некоторые движения народного танца и стиля фламенко. Танец на столе и танец с кинжалами перекликались с «Дон Кихотом» Мариуса Петипа. В целом хореография была почти минималистичной в построении групп и экономии используемых движений. Спектакль шёл в декорациях А. Бенуа.
В 1932 году Нижинская возобновила свою постановку в театре «Опера-Комик». В сезоне 1934/1935 годов новую версию «Болеро» для труппы Рубинштейн поставил Михаил Фокин (над оформлением работал Александр Бенуа, премьера также прошла на сцене Гранд-Опера). Также, как указывает музыковед Роджер Николс, «31 декабря 1941 года в театре Опера „Болеро“ было поставлено в хореографии Сержа Лифаря с декорациями друга Равеля Леона Лейрица; „испанскость“ была приглушена в угоду арабским и мавританским элементам, включая фабрику, которая, согласно Лейрицу, „нужна, чтобы подчеркнуть механическую сторону музыкальной конструкции“».
В это же время «Болеро» Нижинской вошло в репертуар Русского балета Монте-Карло. Сольную партию исполняла Александра Данилова, новое оформление было выполнено Натальей Гончаровой[уточнить]. В 1950-х годах балет исполнялся в Балете маркиза де Куэваса, сольную партию танцевала Марджори Толчиф.
В 1995 году «Болеро» Нижинской по просьбе её дочери Ирины восстановила в США балерина Балета Монте-Карло Нина Юшкевич — для Оклендского балета это стало уже четвёртой реконструкцией балетов Нижинской. Юшкевич и её ассистент Хилари Митчелл использовали три блокнота с записями и рисунками балетмейстера: один содержал нотацию главной партии, два других — нотацию движений кордебалета.
В 1999 году, для вечера памяти Иды Рубинштейн, Юшкевич перенесла постановку на сцену миланского театра «Ла Скала». В 2007 году Андрис Лиепа при помощи педагога Светланы Романовой перенёс по видеозаписи эту постановку на артистов Кремлёвского балета. Главную партию исполнила Илзе Лиепа (педагог-репетитор — Алла Богуславская). На премьере в Москве присутствовала внучка Нижинской, Натали Раец.

### Балет Мориса Бежара
Премьера «Болеро» Мориса Бежара состоялась 10 января 1961 года на сцене брюссельского театра Ла Монне в исполнении артистов «Балета XX века». Главную партию «идола», гипнотизирующего окружающую его толпу, исполнила Душанка Сифниос. 
Бежар, будучи автором сценографии и костюмов, заимствовал у Нижинской приметы испанского кабачка — круглый стол, на котором танцует танцовщица, окружённый стульями с аккомпанирующими ей посетителями. 
Однако, лишив их каких-либо отличительных черт, кроме красного цвета поверхности стола и чёрного — одежды танцовщиков, балетмейстер придал своему произведению отвлечённый, вневременной и вненациональный характер. Он добился «слияния двух идей: музыкальной — оркестровое crescendo и хореографической — параллельное нарастание движения, жеста, страсти», что породило «магию некоего мистического ритуала, куда вовлекаешься без остатка». В постановке были заняты только мужчины — 20 артистов кордебалета и 18 (либо 22) фигурантов.
Впоследствии главную партию исполняли балерины Таня Бари, Сьюзен Фаррелл, Люба Добревиц, Анушка Бабкин, Анжела Альбрехт, Шона Мирк. В 1978 году в балете Бежара впервые выступила Майя Плисецкая (позднее балетмейстер высказывался, что недоволен её интерпретацией), в том же году «Болеро» в одной программе с «Жар-птицей» было показано во время «революционных» гастролей в СССР.
В 1979 году Бежар решил передать главную партию мужчине — в качестве солиста он выбрал звезду своей труппы танцовщика Хорхе Донна. В фильме Клода Лелуша «Одни и другие» (1981) Донн, игравший одного из героев, танцевал «Болеро» Бежара в финале картины. В 1997 году Бежар доверил своё «Болеро» приме-балерине Королевского балета Сильви Гиллем, с которой у него было тесное сотрудничество. Позднее, уже в XXI веке, в его труппе эту партию исполняли Октавио Стэнли, Жюльен Фавро и Элизабет Рос. В 2013 году её впервые исполнила в Лозанне Диана Вишнёва.
«Болеро» Бежара не является репертуарным балетом, права на его постановку редко передаются другим театрам. Кроме компании Бежара, он входит в репертуар Токийского балета, с которым часто танцевала Сильви Гиллем, и Парижской Оперы, где главные партии попеременно исполняли Николя Ле Риш и Мари-Аньес Жилло.

### Другие постановки

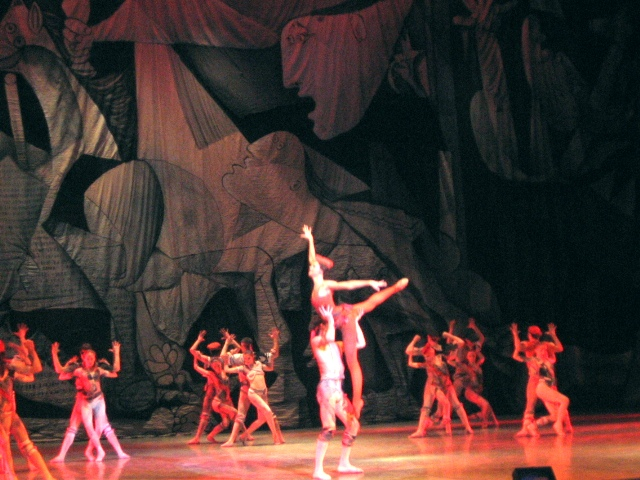
Марина Вежновец и Юрий Ковалёв в «Болеро» Валентина Елизарьева, Большой театр оперы и балета Республики Беларусь

- ? — Леонид Мясин
- 25 июня 1940 — Антон Долин, Robin Hood Dell[англ.], Филадельфия (США)
- 31 декабря 1941 — Серж Лифарь, либретто Лифаря и Леона Лейрица, декорации и костюмы Леона Лейрица, Парижская опера (Тореро — Серж Лифарь, Марилена — Сюзанна Лорсия[исп.], Спонтане — Серж Перетти[фр.])
- 20 мая 1944 — Орел Милош[итал.], Римская опера
- 1946 — Татьяна Гзовская, Немецкая опера (Восточный Берлин)
- 1987 — Хосе Гранеро, Национальный балет Испании[исп.]
- 28 декабря 1984 — Валентин Елизарьев, дирижёр-постановщик Ярослав Вощак, костюмы и сценография Эрнста Гейдебрехта, Театр оперы и балета Белорусской ССР[13]
- 1992 — Красноярский государственный театр оперы и балета, балетмейстер Булат Аюханов, солистка Татьяна Губина
- 2004 — Алексей Ратманский

## Оркестровое произведение
«Болеро» быстро вошло в репертуар крупнейших дирижёров мира в качестве развернутой оркестровой пьесы. Композитор настаивал на исполнении в постоянном темпе без ускорений и замедлений. По воспоминаниям Ролан-Манюэля (Roland-Manuel), его ученика и исследователя его творчества, Равель дирижировал «Болеро» «сухим жестом, в умеренном, почти медленном и строго выдержанном темпе». На одном из первых исполнений присутствовал С. С. Прокофьев, оставивший в своём дневнике описание дирижирующего Равеля: «…на сцене испанская таверна с большим столом, на котором пляшут, а в оркестре мотив, повторяющийся тысячу раз в постоянно усиливающейся оркестровке. Равель сам дирижировал, очень забавно держа палочку как операционный ланцет, но тыкал остро, и невозмутимо держал медленный темп». Н. Я. Мясковский, в 1930 году получив из Франции от Прокофьева партитуру «Болеро», писал ему: «Нагнетание в ней сделано хорошо, но смысл политональных мест мне остается так же неясен, как и при исполнении, — совершенно не вытекает из простого замысла. Раздражают и саксофоны. Вы ещё не пользовались этой дрянью? Какая извращённость, что этот вульгарный звучок получил такую моду! Ведь это клоун в ряду других инструментов».
В 1930 году «Болеро» сыграл А. Тосканини, у которого с Равелем возникли разногласия по поводу строгости соблюдения композиторских темповых указаний.
Равель: «Это не мой темп!» Тосканини: «Когда я играю в вашем темпе, это никуда не годится». Равель: «Тогда не играйте вообще». Тосканини: «Вы ничего не понимаете в Вашей музыке. Это единственный способ заставить её слушать». После концерта, пожимая руку маэстро, Равель сказал ему: «Так разрешается только Вам! И никому другому!»
В СССР оно впервые прозвучало в 1930 году под управлением В. Шавича.
«Болеро» — второе оркестровое произведение Равеля на испанскую тему после «Испанской рапсодии». X. Нин замечает, что «с точки зрения строго морфологической „Болеро“ Равеля ничем не связано с классическим испанским болеро». Развитие музыкальной идеи осуществляется средствами инструментовки за счёт смены и накопления оркестровых тембров: от звучания флейты в сопровождении малого барабана до мощного оркестрового tutti. Драматургическое развитие «Болеро», направленное на нарастание звучности, использование динамического крещендо, постепенное добавление инструментов, неизменность ритма, сдвиг в конце, знаменующий кульминацию произведения, сближает его с вариациями первой части («эпизод фашистского нашествия») симфонии № 7 «Ленинградская» Д. Д. Шостаковича.
С. Рихтер в своём дневнике после очередного прослушивания писал про это произведение Равеля: «Каждый раз неповторимый момент гигантского подъёма и торжества ритма. Сколь бы я ни слушал это сочинение, каждый раз это как первый раз. А потом в течение недель Болеро продолжает мысленно звучать внутри, надолго растягивая удовольствие. Браво, Monsieur Равель».
К. Леви-Стросс интерпретирует финал как «тотальный обвал, в котором более ничего не имеет смысла — ни тембр, ни ритм, ни тональность, ни мелодия».

## Использование музыки
- 1950 — в фильме режиссёра Акиры Куросавы «Расёмон» использована адаптация музыки «Болеро», сделанная японским композитором Фумио Хаясака.
- 1981 — в фильме режиссёра Клода Лелуша «Одни и другие» музыка «Болеро» является лейтмотивом картины.
- 1982 — режиссёр Жан-Люк Годар использовал «Болеро» как звуковой и ритмический слой для своего короткометражного фильма «Письмо Фредди Бюашу» — в фильме Годар сам включает запись на пластинке. Видеоряд строится на ритме произведения и сопровождается чтением письма (голос режиссёра звучит за кадром).
- 14 февраля 1984 года на зимней Олимпиаде в Сараеве (Югославия) британские фигуристы Джейн Торвилл и Кристофер Дин исполнили на льду свою программу под музыку «Болеро», которая принесла им золотые медали.
- 1990 — «Болеро» Равеля стало финальной частью фильма режиссёра Збигнева Рыбчинского «Оркестр[пол.]».
- 1992 — российский режиссёр Иван Максимов в анимационном фильме «Болеро» иллюстрировал музыку бесконечным движением динозаврика по кругу.
- 1994 — композитор Альфред Шнитке использовал «Болеро» в качестве основной темы бала Воланда в экранизации романа «Мастер и Маргарита».
- 1997 — в австралийском фильме «Дорога в Рай» женский хор исполняет «Болеро» а капелла.
- 1999 — «Болеро» использовалось в качестве лейтмотива короткометражного аниме-фильма Digimon Adventure.
- 2000 — Вольф Хоффманн использовал «Болеро» в своём альбоме Classical.
- 2001 — ремикс «Болеро» присутствует в видеоигре Гоичи Суды Flower, Sun and Rain, первоначально вышедшей в Японии на PlayStation 2 и впоследствии портированной на Nintendo DS для всего мира.
- 2006 — музыка использована в фильме Охота на пиранью режиссёра Андрея Кавуна.
- 2008 — «Болеро» используется в первой половине фильма режиссёра Сиона Соно «Откровение любви»
- 2011 — российский музыкант и композитор Анастасия Ведякова создала оригинальную транскрипцию всего произведения для скрипки и органа, которую часто исполняет в концертах (премьера — 2011 год, Собор св. Андрея в Москве).
- 2015 — «Болеро» используется как фоновая музыка при показе тренировок по выездке коня Восточный Ветер в одноимённом фильме «Ostwind 2» (Германия).
- 2016 — Используется в фильме «King of the Belgians», режиссёр: Петер Бросенс.
- 2018 — Используется в качестве основной музыкальной темы в мультипликационном фильме Гарри Бардина «Болеро 2017».
- 2018 — В альбоме группы Рок-Синдром — Star Strings[18] «Bolero» Равеля впервые целиком звучит посредством тембров одних лишь электрогитар.